# Лужиці (Кінгісеппський район)
Лужиці (рос. Лужицы) — присілок у Кінгісеппському районі Ленінградської області Російської Федерації.
Населення становить 84 особи. Належить до муніципального утворення Усть-Лужське сільське поселення.
В присілку компактно проживають представники народу водь

## Історія
Згідно із законом від 28 жовтня 2004 року № 81-оз належить до муніципального утворення Усть-Лужське сільське поселення.

## Населення
| 2007 | 2010 | 2017 |
| ---- | ---- | ---- |
| 84   | ↘69  | ↗84  |